# Esquizogonia

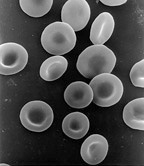
As hemácias são os locais onde os plasmódios entram para fazer sua reprodução assexuada

Esquizogonia é a divisão de uma célula (em três ou mais novas células), comum em protozoários (como os do gênero Plasmodium e Esporozoários) e que ocorre durante a fase assexuada do ciclo de vida do organismo. 
É uma forma de reprodução em que o primeiro núcleo sofre várias divisões mitóticas para depois ocorrer a divisão citoplasmática em quantidades iguais.
Isso ocorre no interior das hemácias humanas. No caso do gênero do parasito Plasmodium: ocorre inoculação de formas chamadas esporozoítos que penetram hepatócitos diferenciando-se em trofozoítos pré-eritrocíticos, que sofrem esquizogonia onde seu núcleos dividem-se primeiro, e o citoplasma divide-se nessa mesma proporção, formando os esquizontes e posteriormente dando origem aos merozoítos que penetram os eritrócitos.
É importante Ressaltar que diferente da bipartição (divisão que dá origem à duas células filhas) a Esquizogonia não ocorre em protozoários do filo Sarcodina, como por exemplo, as amebas.